# Héctor Aguilar Camín
Héctor Aguilar Camín (nascido em 9 de julho de 1946) é um escritor, jornalista e historiador mexicano, diretor da revista Nexos. 
Nascido em Chetumal, Quintana Roo, Aguilar Camín formou-se na Universidade Ibero-Americana com bacharelado em ciências da informação e doutorado em história pelo Colegio de México. Em 1986 recebeu o Prêmio Nacional de Jornalismo Cultural do México e três anos depois recebeu uma bolsa da Fundação Memorial John Simon Guggenheim enquanto trabalhava como pesquisador do Instituto Nacional de Antropologia e História.
Como jornalista, escreveu para o jornal La Jornada (que também coeditou), Unomásuno e atualmente para Milenio. Ele editou a revista Nexos e foi apresentador do programa semanal Zona aberta, abordando atualidades na televisão nacional. Trabalhou como pesquisador no Instituto Nacional de Antropologia e História (INAH) foi diretor editorial da revista literária Cal y Arena. Em 1998 recebeu o Prêmio de Literatura pelo livro Mazatlán: Um sopro no rio. O júri o descreveu como "um historiador brilhante".  Ele é casado com Ángeles Mastretta e tem três filhos.
A Nexos foi multada e banida por dois anos (de 2020 a 2022) de contratos com o governo mexicano (que fornecia fundos à revista) por financiamento ilícito.  Esta decisão foi posteriormente revisada e revertida pelo Tribunal Federal de Justiça Administrativa (TFJA).

## Prêmios e reconhecimento
- Prêmio Nacional de Periodismo Cultural 1986, categoria de artigo de fundo
- Beca Guggenheim (1989)
- Medalha ao Mérito, estado de Quintana Roo (1992)
- Prêmio Mazatlán de Literatura 1998 por Un soplo en el río
- Medalha Gabriela Mistral (Chile) (2001)

## Livros selecionados
- Toda a vida (2016, romance)ISBN 9786073142595
- Adeus aos padres (2015, romance)ISBN 9786073126892
- Pensando pendientes y otras historias conversadas (2012, contos)ISBN 9786070710681
- Una agenda para México 2012 (2012, não ficção) com Jorge G. CastanedaISBN 978-6071115546
- La modernidad fugitiva (Esta edição inclui os livros chaves do autor: Después del milagro, publicado em 1988, e La ceniza y la semilla, publicado no ano 2000. Añade un ensayo sobre a experiência dos últimos anos: Los limites da democracia mexicana, 2000-2012)ISBN 978-6070711503
- Regreso al futuro (2011, ensaios) com Jorge G. CastanedaISBN 9786071108517
- Informe Jalisco: Más allá de la guerra de las drogas (2010, não-ficção de vários autores, incluindo Aguilar Camín)ISBN 9786077638766
- Un futuro para México (2010, ensaios) com Jorge G. CastanedaISBN 9786071104007
- La invenção do México (2010, ensaios)ISBN 9786077000617
- La tragedia de Colosio (2009, "novela sem ficção")ISBN 9786077000938
- Pensando en la izquierda (2008, ensaios)ISBN 9789681685614
- A província perdida (2007, romance)ISBN 9789703706044
- Pensar no México (2006, ensaios)ISBN 9789681679835
- A conspiração da fortuna (2005, romance)ISBN 9788408059011
- Antologia Letras en el Golfo Festival de Literatura 2003 (2003, vários autores, incluindo Aguilar Camín) ASIN: B00563O2GY
- Mandatos del coração (2002, romance)ISBN 9789500722568
- As mulheres de Adriano (2002, romance)ISBN 9788420464336
- México La ceniza y la semilla (3ª edição de 2000, não ficção)ISBN 978-9684933804
- El resplandor de la madera (1999, romance)ISBN 9788420441917
- Un soplo en el rio (1997, romance)ISBN 9788420483665
- El erro de la luna (1995, romance)ISBN 9789681902612 ; reimpresso em 2010, 2013ISBN 9789681902612
- Diez para los maestros (1993, ensaios de vários autores, incluindo Aguilar Camín)ISBN 9789686605068
- Subversiones silenciosas: Ensayos de historia y politica de Mexico (Nuevo siglo) (1993, não ficção)ISBN 978-9681901813
- À sombra da Revolução Mexicana: História mexicana contemporânea. 1910-1989 (1992, não ficção); reimpresso em 2010 com Lorenzo MeyerISBN 978-9687711317
- Histórias conversadas (1992, contos)ISBN 978-9684932432
- La guerra de Galio ( romance de 1990); reimpresso em 1994ISBN 9788420481630 ; 2010ISBN 9786079357221
- Despues del Milagro (1989, não ficção); reimpresso em 2010ISBN 978-9687711164
- História gráfica do México (1989, com Lorenzo Meyer ).
- En Torno a La Cultura Nacional (1989, Editor Aguilar Camín)ISBN 978-9682924972
- Morir en el Golfo (1985, romance); reimpresso em 2012ISBN 9786070710674
- México antes da crise / Volume 2. O impacto social e cultural. As alternativas (1985, não ficção) com Pablo Gonzalez CasanovaISBN 978-9682313455
- México antes da crise / Volume 1. O contexto internacional e a crise econômica (1985, não ficção) com Pablo Gonzalez CasanovaISBN 978-9682313387
- La decadencia del dragon (1985, não ficção, 2ª ed)ISBN 978-9684930346
- Saldos De La Revolucion: Historia Y Politica De Mexico 1910-1968 (1984, ensaios) revisado em 2010ISBN 978-6070710667
- Los Dias de Manuel Buendia: Testemunhos (1984, não ficção)ISBN 978-9684930636
- Caudillo e Camponês na Revolução Mexicana, coautor; Imprensa da Universidade de Cambridge, 1980
- História: ¿Para quê? , coautor; Século XXI, México, 1980
- Con el filtro azul (1979, contos)ISBN 978-9684341098
- La frontera nómada, Sonora y la Revolucion Mexicana (história, primeira edição, Siglo XXI, 1977, segunda edição 1997, Cal y Arena); 1985ISBN 9789682906879 ; 2010ISBN 978-6077638230
- Em torno da cultura nacional, coautor; Instituto Nacional Indigenista, México, 1976